# Icius nebulosus
Icius nebulosus là một loài nhện trong họ Salticidae.
Loài này thuộc chi Icius. Icius nebulosus được Eugène Simon miêu tả năm 1868.